# Parafia św. Mikołaja Cudotwórcy w Zamościu
Parafia św. Mikołaja Cudotwórcy – parafia prawosławna w Zamościu, w dekanacie Zamość diecezji lubelsko-chełmskiej.
Na terenie parafii funkcjonują 1 cerkiew i 1 kaplica:
- cerkiew św. Mikołaja Cudotwórcy w Zamościu – parafialna
- kaplica św. Mikołaja w Zamościu – na terenie zakładu karnego[a][2]